# Péter Bakonyi
Péter Bakonyi (ur. 17 lutego 1938 w Budapeszcie) – węgierski szablista, dwukrotny medalista olimpijski i wielokrotny medalista mistrzostw świata.
Na igrzyskach olimpijskich w Tokio w 1964 roku był dziewiąty w turnieju indywidualnym i piąty w drużynowym. Na rozgrywanych cztery lata później igrzyskach olimpijskich w Meksyku wspólnie z Tamásem Kovácsem, Miklósem Meszéną, Jánosem Kalmárem i Tiborem Pézsą zdobył drużynowo brązowy medal. Indywidualnie był tym razem trzynasty. Brał także udział w igrzyskach olimpijskich w Monachium w 1972 roku, gdzie reprezentacja Węgier w składzie: Pál Gerevich, Tamás Kovács, Péter Marót, Tibor Pézsa i Péter Bakonyi ponownie zajęła trzecie miejsce. W zawodach indywidualnych nie wystartował. 
Podczas mistrzostw świata w Turynie w 1961 roku razem z Tamásem Mendelényim, Gáborem Delnekym, Zoltánem Horváthem, Rudolfem Kárpátim i Miklósem Meszéną zdobył brązowy medal w zawodach drużynowych. W tej samej konkurencji zdobywał następnie złoty medal na mistrzostwach świata w Moskwie (1966), srebrne na mistrzostwach świata w Buenos Aires (1962), mistrzostwach świata w Montrealu (1967) i mistrzostwach świata w Wiedniu (1971) oraz brązowe na mistrzostwach świata w Gdańsku (1963) i mistrzostwach świata w Hawanie (1969). Ponadto zdobył również brązowy medal w zawodach indywidualnych na MŚ 1969, plasując się za Wiktorem Sidiakiem z ZSRR i rodakiem, Jánosem Kalmárem.
W latach 1977–1989 był prezydentem Węgierskiego Związku Szermierki. W 1989 roku został członkiem Węgierskiego Komitetu Olimpijskiego.